# Expedição do General Long
A Expedição do General Long foi uma série de expedições levadas a cabo pelo General James Long para anexar o Texas aos Estados Unidos quando fazia parte da Espanha; no entanto, no ano de 1821 Long continuou com ela, enfrentando forças do México e dos Estados Unidos.

## Expedição de 1821
No Texas, houve um incidente aparentemente pequeno que naquela época não atraiu muita atenção nem despertou suspeitas sobre o futuro. No mês de outubro de 1821, uma expedição de homens armados, chefiada por um americano chamado James Long, que se chamava General, apareceu na praia e foi para o Presidio La Bahía; Desembarcou com seu povo e aproveitou o ponto, que não pôde manter por muito tempo porque, tendo notícias imediatas do ocorrido, uma força comandada pelo tenente coronel Ignacio Pérez atacou os invasores, forçando-os a se renderem com seu próprio patrão e com mais de 50 aventureiros. Eles foram apreendidos com armas, material de guerra e dois navios.

## Captura
Long tentou desculpar-se alegando que saber que o México queria se tornar independente queria participar da empresa prestando seus serviços, o que não satisfazia o coronel Gaspar López, comandante-geral de Coahuila e do Texas, mandando Longo para a capital. Em 1822 Long foi morto enquanto tentava penetrar na prisão do estado.